# Małgorzata Willaume
Małgorzata Julia Willaume (ur. 17 stycznia 1951 w Łodzi, zm. 21 grudnia 2020) – polska historyczka, wykładowczyni, badaczka dziejów Rumunii.

## Życiorys
Była córką historyka i działacza politycznego Juliusza Willaume. Kiedy miała dwa lata, jej rodzina przeprowadziła się do Lublina. Studia historyczne na Uniwersytecie Marii Curie-Skłodowskiej w Lublinie ukończyła w 1973. Po uzyskaniu magisterium zaczęła pracę w Katedrze Historii Powszechnej Nowożytnej. Doktorat obroniła w 1980 pod kierunkiem Wiesława Śladkowskiego. Nosił on tytuł Stosunki polityczne polsko-rumuńskie w dobie Wiosny Ludów. W latach 80. była stypendystką rządu francuskiego w Paryżu, gdzie badała dzieje polsko-francuskiej wymiany intelektualnej w międzywojniu. Habilitację uzyskała w 1990. Tytuł naukowy profesora uzyskała w 2005. Na uczelni była zatrudniona do przejścia na emeryturę w 2020.
Specjalizowała się w historii nowożytnej i najnowszej. Opracowała i wydała dzienniki oraz korespondencję Zygmunta Lubicz-Zaleskiego. Jest autorką przekrojowej monografii poświęconej dziejom Rumunii. Należała do redakcji czasopisma „Dzieje Najnowsze”.
Była członkinią Komisji do Badań Diaspory Polskiej Polskiej Akademii Umiejętności, członkinią prezydium Komitetu Nauk Historycznych Polskiej Akademii Nauk oraz członkinią zarządu Towarzystwa Instytutu Europy Środkowo-Wschodniej. Pełniła funkcję kierowniczki Zakładu Historii Powszechnej XIX wieku w Instytucie Historii Uniwersytetu Marii Curie-Skłodowskiej w Lublinie. W 2012 została członkiem prezydium Komitetu Nauk Historycznych PAN. Współpracowała z lubelskim oddziałem Alliance française i Towarzystwem Przyjaźni Polsko-Francuskiej. Była także redaktorem naczelnym sekcji historycznej (sectio F.) wydawanego przez uczelnię czasopisma Annales Universitatis Mariae Curie-Skłodowska.
Odznaczona została Złotym Krzyżem Zasługi i Medalem Komisji Edukacji Narodowej.

## Ważniejsze publikacje
- Polacy w Rumunii (1981)
- Drogi do niepodległości: polskie i rumuńskie koncepcje polityczne i ich realizacja w latach 1837–1849 (1984)
- Humaniści polscy nad Sekwaną w latach 1919–1939 : o polsko-francuskich kontaktach w dziedzinie nauk humanistycznych (1989)
- Polska obecność w kulturze Francji: XVIII–XX wiek (do 1939 r.) (1991, wraz z Wiesławem Śladkowskim i Stanisławem Wiśniewskim)
- Rumunia (2004)
- Nowe kraje Unii Europejskiej – Bułgaria, Rumunia (2007, wraz z Adamem Koseskim)